# Cheilomenes
Cheilomenes — род божьих коровок из подсемейства Coccinellinae. Как и другие представители своего подсемейства, это крупные типичные божьи коровки. Их покровы всегда блестящие и часто у них есть светлые пятна на надкрыльях. Обычный африканский вид C. lunata является важным хищником цитрусовой тли, Toxoptera citricida и ячменной тли, в то время как C. vicina был предложен в качестве агента биологической борьбы с вигной. И личинки, и взрослые особи являются хищниками. Только что появившиеся личинки поедают невылупившиеся яйца и в конечном итоге приобретают пятнистый вид и 6 бугорков на каждом сегменте брюшка. Было показано, что уязвимые стадии жизни C. sexmaculata, включая откладку яиц, вылупление, линьку и окукление, происходят после наступления темноты, вероятно, в качестве адаптации, позволяющей избежать контакта с естественными врагами.

## Виды
- Cheilomenes aurora Gerstäcker
- Cheilomenes lunata Fabricius, 1775
- Cheilomenes propinqua (Mulsant, 1850)
- Cheilomenes sexmaculata (Fabricius, 1781)
- Cheilomenes sulfurea (Olivier, 1791)
- Cheilomenes vicina (Mulsant) Ofuya, 1986